# Ubá (tiểu vùng)
Ubá là một tiểu vùng thuộc bang Minas Gerais, Brasil. Tiều vùng này có diện tích 3594 km², dân số năm 2007 là 240961 người.